# Nobby (klippa)
Nobby är en klippa i Sydgeorgien och Sydsandwichöarna (Storbritannien). Den ligger i den nordvästra delen av Sydgeorgien och Sydsandwichöarna.
Terrängen runt Nobby är platt.  Det finns inga samhällen i närheten. 